# Chlorophthalmus brasiliensis
Chlorophthalmus brasiliensis is een straalvinnige vissensoort uit de familie van groenogen (Chlorophthalmidae). De wetenschappelijke naam van de soort is voor het eerst geldig gepubliceerd in 1958 door Mead.